# Paweł Koślik
Paweł Koślik (ur. 18 października 1979 w Zgorzelcu) – polski aktor i artysta kabaretowy.

## Życiorys
W 2003 ukończył studia na Wydziale Aktorskim Akademii Teatralnej w Warszawie. Występuje w różnych teatrach warszawskich (m.in. w Teatrze Dramatycznym m.st. Warszawy), w latach 2005-2012 występował w Teatrze Polskim w Warszawie. Od 2012 udziela się w Kabarecie na Koniec Świata.
Choć zamierzał grać role dramatyczne, znany jest głównie z ról komediowych. M.in. w cyklicznym programie rozrywkowym Polsatu Kabaret na żywo parodiuje prezydenta Andrzeja Dudę.

## Filmografia (wybór)
- 2002: Na jelenie – kierowca
- 2005: Lawstorant – policjant
- 2005–2006: Tak miało być – Zbyszek; serial telewizyjny
- 2011: Barwy szczęścia – lekarz; serial telewizyjny, odc. 653, 682, 683
- 2012–2014: Piąty Stadion – hejter; serial telewizyjny, odc. 76, 78, 93, 108
- 2014: Jeziorak – Magiera
- 2014: Arbiter uwagi – Mariusz, brat Rafała
- 2015: Król życia – Andrzej
- 2017: PolandJa – bojaźliwy mężczyzna w barze z kebabem
- 2017–2018: Ucho Prezesa – prezydent Andrzej (Adrian); serial komediowo-polityczny[1]
- 2018: Klechdy – Iskrzycki; film krótkometrażowy
- 2019: Supernova – policjant Grzegorz
- 2019: Barwy szczęścia – Maurycy Szkatułka; serial telewizyjny, odc. 2154, 2157, 2158
- 2020: Usta usta – Wojtek; serial telewizyjny, odc. 37, 38
- 2020: Mały zgon – „Ponton”; serial telewizyjny, odc. 4, 5, 6
- 2021: Najmro. Kocha, kradnie, szanuje – klient „pantoflarz”
- 2021: Lokatorka – Janusz Rzeźniczak, dyrektor Biura Gospodarki Nieruchomościami
- 2021: Backdoor. Wyjście awaryjne – obsada aktorska; serial telewizyjny, odc. 1–5, 7, 9
- 2022: Wielka woda – szef straży Kolski; serial telewizyjny, odc. 1, 2
- 2022–2023: Swaci – Wacek Gąsior, ojciec Ani; serial telewizyjny, odc. 1–16
- 2022: Królowa – taksówkarz Ziutek; serial telewizyjny, odc. 1, 2, 3, 4
- 2023: Kobieta z... – Waldek, facet Izy
- 2023: Klara – Jan; serial telewizyjny, odc. 1
- 2024: Nic na siłę – Romek, mąż Elki

## Nagrody
- 2018 – Silver Sava (Action On Film International Film Festival(inne języki) - Polish Short Film Festival) za rolę w filmie Klechdy, w kategorii: Najlepsza drugoplanowa rola męska, Las Vegas